# Shut It Down
Shut It Down – utwór amerykańskiego rapera Pitbulla wydany 2 listopada 2009 jako trzeci singel z albumu Rebelution. Gościnnie w piosence występuje senegalski raper Akon. Reżyserem teledysku był David Rousseau.

## Notowania na listach przebojów
| Lista (2010)                                  | Pozycja |
| --------------------------------------------- | ------- |
| Australia (Top 50 Singles)                    | 18      |
| Austria (Ö3 Austria Top 40)                   | 35      |
| Belgia (Flandria) (Ultratop 50 Singles)       | 19      |
| Belgia (Wallonia) (Ultratop 50 Singles)       | 23      |
| Kanada (Billboard Canadian Hot 100)           | 23      |
| Finlandia (Top 20 Singles)                    | 10      |
| Francja (Top 50 Download Singles)             | 50      |
| Niemcy (Top 100 Singles)                      | 30      |
| Irlandia (Top 50 Singles)                     | 30      |
| Nowa Zelandia (Top 40 Singles)                | 25      |
| Polska (Dance Top 50)                         | 25      |
| Szwecja (Top 60 Singles)                      | 34      |
| Szwajcaria (Singles Top 100)                  | 41      |
| Wielka Brytania (Singles Top 100)             | 33      |
| Wielka Brytania (Top 40 R&B Singles)          | 13      |
| Stany Zjednoczone (Hot 100)                   | 42      |
| Stany Zjednoczone (Pop Songs)                 | 29      |
| Stany Zjednoczone (Digital Songs)             | 49      |
| Stany Zjednoczone (Rap Songs)                 | 17      |
| Stany Zjednoczone (Hot Latin Songs)           | 44      |
| Stany Zjednoczone (Billboard Latin Pop Songs) | 23      |

### Pozycje pod koniec roku
| Lista (2010)                         | Pozycja |
| ------------------------------------ | ------- |
| Australia (Australian Singles Chart) | 99      |

## Certyfikaty
| Kraj                  | Certyfikacje    | Sprzedaż |
| --------------------- | --------------- | -------- |
| Australia (ARIA)      | Złota płyta     | 35 000   |
| Kanada (Music Canada) | Platynowa płyta | 80 000   |